# Плетнёвка (Тамалинский район)
Плетнёвка — село Мачинского сельсовета Тамалинского района Пензенской области. На 1 января 2004 года — 4 хозяйства, 11 жителей.

## География
Посёлок расположен на северо-востоке Тамалинского района, в 6 км к юго-востоку от села Григорьевка.  Расстояние до центра сельсовета деревни Санниковка — 10 км, расстояние до районного центра пгт. Тамала — 37 км.

## История
По исследованиям историка — краеведа Полубоярова М. С., село образовано помещиком из переселённых крестьян, в Чембарском уезде. В 1909 году построена деревянная церковь во имя Архангела Михаила. В 1896 году — деревня  Свищёвской волости Чембарского уезда, с 1955 года — центр Плетнёвского сельсовета Свищёвского района, в 1966 году — Плетнёвского сельсовета Тамалинского района. До 2010 года —  входило в Григорьевский сельсовет. Согласно Закону Пензенской области № 1992-ЗПО от 22 декабря 2010 года передано в Мачинский сельский совет.
В 50-х годах XX века в посёлке располагался колхоз «Путь к коммунизму».

## Численность населения
| 1864 | 1896 | 1911 | 1926 | 1930 | 1939 | 1959 |
| ---- | ---- | ---- | ---- | ---- | ---- | ---- |
| 124  | ↗223 | ↗248 | ↗302 | ↗373 | ↘208 | ↘89  |
| 1979 | 1989 | 1996 | 2002 | 2010 |      |      |
| ↘32  | ↘16  | ↘10  | ↘9   | ↘3   |      |      |